# دولتون (ایلینوی)
دولتون (به انگلیسی: Dolton) یک روستا در ایالات متحده آمریکا است که در شهرستان کوک (ایلینوی) قرار دارد. دولتون ۱۲٫۱۴ کیلومتر مربع مساحت و ۲۳٬۱۵۳ نفر جمعیت دارد.